# Xysmalobium undulatum
Xysmalobium undulatum, višegodišnji ili gomoljasti geofit iz porodice Apocynaceae

## Opis
To je snažna geofitska biljka, visoka 0,5-2,0 m. Izbija svake godine iz podloge u proljeće i umire zimi. Dlakavi listovi su veliki, 80-270 x 10-75 mm, gotovo bez peteljke, ± srcolikog oblika, s izraženim žilama i zaobljenom bazom. U pazušcima listova razvijaju se mnogocvjetni peteljkasti cvatovi. Režnjevi cvjetova su uspravni, a vrhovi su zakrivljeni. Zakrivljeni vrhovi prekriveni su kratkim, čvrstim bijelim dlakama koje su dijagnostičke za vrstu.
Cvjetovi su krem-zeleni do žuti i rađaju se od listopada do prosinca. Plodovi su krupni, 90-100 x 35-50 mm, napuhana folikula, prekrivena je dugim kovrčavim dlakama. Svi dijelovi biljke luče mliječni sok kada su oštećeni.

## Status zaštite
Iako se opsežno bere za medicinsku upotrebu u Južnoj Africi, ovaj takson je naveden kao najmanje zabrinjavajući (LC) u posljednjoj procjeni (Raimondo et al. u pripremi).

## Rasprostranjenost i stanište
Xysmalobium undulatum široko je rasprostranjen uglavnom u istočnim dijelovima južne Afrike (pronađen u svim provincijama Južne Afrike te u Namibiji, Bocvani, Lesotu i Svaziju). Rasprostranjenost mu seže do tropske Afrike sve do Kenije. Raste na visinama od 84-2000 m nadmorske visine u područjima s većom količinom oborina, na otvorenim travnjacima ili vlažnim travnjacima, osobito u močvarnim područjima.

## Ime i povijesni aspekti
Rod Xysmalobium sastoji se od oko 40 vrsta, a sve su endemske za Afriku. Oko 24 vrste nalaze se u južnoj Africi, a sve su uglavnom povezane s travnjacima.
Grčka riječ “xysma” što znači vlakna (zavoj, pokrivač) i lobion što znači mahuna, aludiraju na plod prekriven dlačicama. Epitet undulatum (latinski) odnosi se na valovite rubove lišća. Dvije sorte, tipična i var. ensifolium se razlikuju. Potonji se razlikuje po općenito tanjim listovima rijetko s valovitim rubovima i cvjetovima koji su puno manji. Var. ensifolium je također ograničena na suša, zapadna područja na nadmorskim visinama od 1000-1300 m i cvjeta nešto kasnije (od prosinca do travnja).

## Ekologija
Široka rasprostranjenost, uspješno naseljavanje i kasnija kolonizacija širokog spektra staništa, posebno poremećenih područja, pokazuju otpornost ove vrste na širok raspon edafskih i fiziografskih čimbenika. Biljke često rastu u vlažnim područjima, na vlažnim travnjacima i u sezonski vlažnim područjima, na obalama rijeka i potoka. Mogu se naći na otvorenom polju, na planinskim padinama, na obalama potoka i uz ceste. Uzorci su prikupljeni s pjeskovite ilovače, ilovače, gline, crnog travnjaka i močvarnog tla, a povezani su s vapnencem, dolomitom i granitom.
Biljke privlače niz insekata koji se hrane samom biljkom ili cvijećem. To može privući veće grabežljive kukce, leptire, pa čak i ptice u vrt.

## Koristi
Na sjemenkama je pričvršćen čuperak dlačica. Ovi "padobrani" pomažu raspršiti sjeme kada se zreli plod otvori. Ta se vlakna skupljaju i koriste za punjenje jastuka.
Sok iz biljaka je izrazito gorak. Korijen u prahu posipa se po kožama i krznima kako ih psi ne bi izgrizli dok se ostavljaju na suncu da se suše. Lateks sadrži veliku količinu gume, ali još nije komercijalno iskorišten.
Korijen u prahu koristi se za liječenje rana i apscesa. Mnogo se koristi u Africi i drugdje, a u Europi se prodaje kao lijek protiv proljeva pod imenom uzura. U tradicionalnoj medicini također se koristi za liječenje glavobolje. Suhi korijen u prahu i ekstrakti korijena očito su odličan lijek za bolne menstrualne grčeve i djeluju antispazmodično.
Korijen se široko koristi za liječenje probavnih smetnji i malarije i drugih groznica, uključujući tifus. Infuzija se uzima na usta za malariju koja uzrokuje obilno znojenje.
Zului melju stabljiku u vodi kao sredstvo za povraćanje kod trovanja.
Pleme Xhosa uzimaju infuziju ili izvarak korijena protiv grčeva i trbušnih tegoba, a korijen u prahu koriste za ublažavanje glavobolje. Oni također očito uzimaju vino u kojem je namočen naribani korijen kao tonik i nanose lateks na gnojne rane kao profilaktičko sredstvo protiv razvoja crva. Također se na prsa stavljaju obloge s korijenom kod jake prehlade.
Pleme Mpondo koristi uvarak korijena ili sam korijen u prahu kao lijek protiv dizenterije.
Pleme Nama uzimaju korijen kao karminativ za želudac i lijek protiv proljeva.
Pleme Tswana žvaču komadić korijena kao protuotrov za učinke trovanja hranom.
Hladnovodni ekstrakt korijena korišten je u liječenju bolesti “kvrgave kože” (knoppiessiekte) kod goveda.
Uzara je na farmaceutsko tržište došla 1911. godine kao "novi crijevni sedativ" (antidiarrhoicum). Godine 1927. u promet je stavljen još jedan pripravak od korijena pod nazivom dismenural. To je bila tableta koja je između ostalog sadržavala aktivni spoj uzaron. U novije vrijeme Uzara se preporučuje kod proljeva i dizenterije, grčeva nakon poroda i kao tonik za kardiovaskularni sustav.
Južni Sotho koriste mlado lišće kao špinat ili zeleno povrće. Pripravci od korijena djelovat će kao odličan gorki tonik.

## Uzgoj vrste Xysmalobium undulatum
Xysmalobium undulatum općenito se ne uzgaja, već se koristi iz divljine. Zbog duboko usađene podloge obično je izuzetno teško uspješno presaditi zrele biljke. Najlakši način razmnožavanja biljaka je uzgoj iz sjemena. Posijte sjeme na početku vegetacijske sezone u dobro drenirani pjeskoviti medij. Sjeme lako klija i dobro raste u dobro dreniranom tlu s optimalnom klijavošću kada se posije na dubinu ±1 cm. Po mogućnosti upotrijebite crne plastične posude koje imaju dovoljno prostora za dugo korijenje. To će također pomoći u zaštiti korijena prilikom presađivanja na konačnu poziciju u vrtu.
Biljke relativno brzo rastu, ali mogu procvjetati tek nakon nekoliko godina. Oni su dugovječni, treba im puno sunca i puno vode, ali su osjetljivi na mraz zbog kojeg umiru tijekom hladne sezone.
Ove biljke mogu biti zanimljiv dodatak bilo kojem autohtonom vrtu u područjima gdje se ovaj takson prirodno pojavljuje. I cvjetovi i plodovi u razvoju vrlo su atraktivni, ali vrlo kratkog vijeka. Nažalost, ova vrsta nikada nije masovno uzgajana prvenstveno zbog količine lateksa koju proizvodi i zato što svake godine zimi umire. Parazitira ga i niz insekata.